# Andrea Martin
Andrea Louise Martin (ur. 15 stycznia 1947 w Portland w stanie Maine) – amerykańsko-kanadyjska aktorka i komediantka, znana z ról w Czarnych świętach (1974) oraz ich remake'u pt. Krwawe święta (2006).
Zdobywczyni dwóch (1982, 1983) nagród Emmy za występ w serialu telewizyjnym Second City Television. W 1993 otrzymała nagrodę Tony za występ w musicalu My Favorite Year. Była żona kanadyjskiego scenarzysty Boba Dolmana (ur. 1947), z którym ma dwóch synów – Jacka (ur. 1981) i Joe (ur. 1983).

## Role filmowe
- 1974: Czarne święta (Black Christmas) jako Phyllis Carlson
- 1980: (Wholly Moses!)
- 1986: Club Paradise
- 1987: Interkosmos (Innerspace)
- 1991: Stepping Out
- 1991: (All I Want for Christmas)
- 1993: David Copperfield jako ciotka Betsey
- 1995: Harrison Bergeron
- 1996: Bogus, mój przyjaciel na niby jako Penny
- 1997: Anastazja
- 1997: Fakty i akty (Wag the Dog) jako Liz Butsky
- 1998: Pełzaki: Gdzie jest bobas? (Rugrats – The Movie)
- 1999–2001: The New Woody Woodpecker Show
- 2000: Frajer (Loser) jako profesor
- 2001: Cal do szczęścia
- 2001: (Prince Charming)
- 2002: Moje wielkie greckie wesele (My Big Fat Greek Wedding) jako Ciotka Voula
- 2004: Nowy Jork, nowa miłość (New York Minute) jako Senator Anne Lipton
- 2005: The Producers
- 2006: Tak się robi telewizję
- 2006: Mój brat niedźwiedź 2 (Brother Bear 2) jako Anda
- 2006: Krwawe święta jako  pani Barbara MacHenry
- 2006: Kill grill jako Margie